# Between II Worlds
Between II Worlds è il secondo album in studio del gruppo musicale britannico Nero, pubblicato nel settembre 2015.

## Tracce
1. Circles – 4:31
2. The Thrill – 3:30
3. It Comes and It Goes – 4:02
4. Two Minds – 3:34
5. What Does Love Mean – 4:09
6. Between II Worlds – 7:20
7. Into the Night – 5:12
8. Satisfy – 4:03
9. Dark Skies – 4:01
10. Into the Past (Reboot) – 4:14
11. Tonight – 3:40
12. Wasted – 4:53